# Marigold (album)
Pour les articles homonymes, voir Marigold.
Albums de Mari Hamada
Blanche
(23 février 2000) Sense of Self
(27 août 2003)
Compilations par Mari Hamada
Super Value
(19 déc. 2001) Inclination II
(25 juin 2003)
Singles
1. Frozen Flower
Sortie : 27 février 2002

Marigold est le 16e album original de Mari Hamada, sorti en 2002.

## Présentation
L'album sort le 27 mars 2002 au Japon sur le label Tri-m de Tokuma Japan Communications, deux ans après le précédent album original de la chanteuse, Blanche, sorti sur son précédent label Polydor K.K. d'Universal Music (entre-temps sont sorties ses compilations Greatest Hits en 2000 et Super Value en 2001). Il atteint la 97e place du classement des ventes de l'Oricon, restant classé une semaine. C'est alors son album le plus faiblement classé et vendu depuis une quinzaine d'années. Il est réédité le 15 janvier 2014 à l'occasion des 30 ans de carrière de la chanteuse.
L'album est écrit et produit par Mari Hamada elle-même, et est pour la première fois depuis quinze ans enregistré au Japon, sans les musiciens américains habituels comme Michael Landau qui ont joué sur la dizaine d'albums précédents. Il contient dix chansons de genre plutôt pop-rock, toutes composées et arrangées par Hamada ou son compositeur habituel Hiroyuki Ohtsuki, qui interprète cette fois lui-même toutes les parties instrumentales. Deux d'entre elles étaient déjà parues sur le 21e single de la chanteuse, Frozen Flower (avec Prayer en 3e titre, le 2e titre Flame restant inédit en album), sorti un mois plus tôt le 27 février ; trois autres titres de l'album figureront aussi sur sa compilation Inclination II qui sortira l'année suivante.

## Liste des titres
Toutes les paroles sont écrites par Mari Hamada. Les arrangements sont de Hamada et Hiroyuki Ohtsuki (plus Yoichi Fujii sur n°8).
| CD    | CD               | CD                        | CD    | CD | CD | CD | CD | CD | CD |
| No    | Titre            | Musique                   | Durée |    |    |    |    |    |    |
| ----- | ---------------- | ------------------------- | ----- | -- | -- | -- | -- | -- | -- |
| 1.    | Emergency        | Hiroyuki Ohtsuki          | 4:04  |    |    |    |    |    |    |
| 2.    | Frozen Flower    | Hiroyuki Ohtsuki          | 4:42  |    |    |    |    |    |    |
| 3.    | Philia 21st      | Mari Hamada               | 3:51  |    |    |    |    |    |    |
| 4.    | Manic Days       | Hiroyuki Ohtsuki          | 4:34  |    |    |    |    |    |    |
| 5.    | Wish Me Love     | Hiroyuki Ohtsuki          | 5:38  |    |    |    |    |    |    |
| 6.    | Desperado        | Mari Hamada               | 4:44  |    |    |    |    |    |    |
| 7.    | Love Renaissance | Hiroyuki Ohtsuki          | 5:10  |    |    |    |    |    |    |
| 8.    | Prayer           | Mari Hamada, Yoichi Fujii | 6:15  |    |    |    |    |    |    |
| 9.    | Favorite Song    | Hiroyuki Ohtsuki          | 5:15  |    |    |    |    |    |    |
| 10.   | Amaranth         | Mari Hamada               | 4:04  |    |    |    |    |    |    |
| 48:25 |                  |                           |       |    |    |    |    |    |    |